# Международная журналистика
Международная журналистика (англ. International journalism) — раздел журналистики, изучающий международные аспекты деятельности журналистов и средств массовой информации; международные и региональные организации, разрабатывающие стандарты, правовые и этические нормы сбора, создания, обработки, хранения и распространения информации через каналы массовых коммуникаций.
Особое внимание исследователей в области международной журналистики привлекают трансформация средств массовой информации в условиях формирования информационного общества, и появления «новых» СМИ (англ. new media) — средств массовой информации, возникших в результате синтеза мультимедиа и глобальных сетей связи.
С. А. Михайлов и С. Б. Никонов дают следующее определение международной журналистики: «Международная журналистика как дисциплина — раздел журналистики, изучающий международные аспекты деятельности журналистов и средств массовой информации, их влияния на формирование международных отношений и власти; освещающая деятельность международных и региональных политических организаций при соблюдении разработанных правовых и этических норм сбора, создания, обработки, хранения и распространения информации посредством существующих медиаканалов».

## События
Ежегодно в мире проводятся многочисленные научные конференции и фестивали, посвященные вопросам международной деятельности журналистов. Крупнейшим событием с этой сфере уже много лет является Международный фестиваль журналистов, который проводится в Италии, в Перуджи. International Journalism Festival